# Свирговский, Иван
Иван (по другим данным — Григорий) Свирго́вский или Сверчовский (укр. Іва́н Свирго́вський) (? – около 1575) — гетман украинского казачества первой половины 1570 годов.

## Биография
Согласно историческим данным, происходил из семьи украинско-польских шляхтичей. При гетмане князе Михайле Вишневецком занимал должность генерального обозного — командовал казацкой артиллерией. После отъезда М. Вишневецкого с дипломатической миссией за пределы Польши «казаки избрали, а король утвердил гетманом» И. Свирговского.
В марте 1574 по просьбе молдавского господаря Ивана Воды Лютого, стремившегося добиться независимости от Османской империи, во главе казацкого отряда (около 1200—1400 чел.) прибыл в Молдову для борьбы против войск султана под командованием Кара-Мустафы-паши и начал против него боевые действия.
Близ г. Сороки, где к тому времени уже стояла мощная крепость, занятая турками, 23 апреля 1575 г. произошла первая битва казаков с турками.
Гетман Свирговский с меньшим количеством войска, чем имел паша, организовал битву так, что турки потерпели полный разгром, а их командир, ряд высших офицеров и местных чиновников погибли либо были пленены. Гетман лично отправил захваченного в плен Кара-Мустафу с отбитыми турецкими флагами и трофеями в Варшаву в дар королю, очевидно, ожидая от него поддержки силами многочисленной польской армии, способной в сложившейся ситуации окончательно разгромить янычар.
Спланированная Свирговским новая военная операция предусматривала участие не только казаков, но и отрядов молдаван. Для этого он послал гонцов на Запорожская Сечь. Согласно его приказу, оставшийся там кошевым атаманом Фесько Покотило, выслал две эскадры казацких чаек: одну — на Днестр, вторую — на Дунай с целью помешать высадке турецкой подмоги в устьях этих рек.
Казацкие чайки выполнили приказ гетмана, захватили и потопили несколько вражеских судов, захватив при этом значительные трофеи. После того, как угроза турецкого десанта прошла, гетман Свирговский двинул казацкое войско в низовья Дуная и продолжил уничтожать турецкие гарнизоны и береговые поселения в районе от современного Вилкова до Измаила.
Разделив своё войско, одну половину под командованием полковника Саввы Ганжи он направил на столицу Валахии Бухарест, занятый турками. Вторую половину — под своей командой — повел сначала на Яссы и, овладев городом, устремился на Галац. Поставленные задачи оба отряда выполнили полностью: все встреченные на их пути турецкие войска и гарнизоны были разгромлены. Значительные территории Молдавии и Валахии освободились от османцев.
Однако, разрозненные силы казаков не смогли вовремя соединиться. Полковнику Ганже, возвращавшемуся после победоносного похода на Бухарест, не удалось встретиться с войсками гетмана Свирговский, поскольку тот отправился в район Килии.
Гетман Иван Свирговский после непродолжительной осады Килии пошел на штурм города. Однако турки, подготовленные к этому, взорвали несколько крупных фугасов в момент штурма казаками стен и валов крепости. От взрывов под руинами погибли, как полагают историки, не только многие казаки, но и сам гетман.
Многочисленный турецкий отряд, зашедший с тыла со стороны Измаила, ударил одновременно по казацкому лагерю, где были сосредоточены небольшая охрана, раненые, больные и обозники. Все они пали в бою.
Оказавшись в окружении, основные силы казаков отчаянно защищались, сумели прорвать окружение и отступить в направлении современной Молдовы. Там, после долгих блужданий и столкновений с летучими турецкими отрядами, остаткам гетманского отряда все же удалось соединиться с полковником Ганжой. Он и привел казаков гетмана на Украину.
По другим источникам, турки схватили гетмана Ивана Свирговского во время боя живым, а уже потом казнили в Стамбуле. Основанием для существования такой версии служат слова украинской песни, дошедшей до наших дней:

«Ой, як того пана Йвана,

Що Свирговського гетьмана, 

Та як бусурмани піймали, 

То голову йому рубали''».